# Референдум по нефтедобыче в Италии (2016)
Итальянский референдум по добыче нефти и газа прошёл 17 апреля 2016 года. Референдум был организован для отмены закона, который позволял продлевать концессии по бурению нефтяных и газовых скважин для добычи углеводородов в границах 12 морских миль от итальянского берега вплоть до истощения месторождений. 
За отмену закона проголосовало 86% избирателей, однако явка составила только 31%, что ниже необходимого большинства для того, чтобы референдум считать действительным.
Впервые проведение референдума было обеспечено не сбором подписей граждан, а по инициативе пяти региональных советов.

## Инициатива
Референдум был предложен несколькими региональными правительствами после того, как национальное правительство приняло закон, позволяющий продлевать концессии на месторождения нефти и газа до их истощения. 19 января 2016 года Конституционный суд одобрил проведение референдума. 12 февраля 2016 года Движение пяти звёзд предлагало президенту Серджо Маттарелле перенести референдум на июнь 2016 года, чтобы провести его одновременно с местными выборами для повышения явки и экономии средств, тем не менее референдум был проведён в апреле.

## Результаты
| Выбор                               | Голоса     | %     |
| ----------------------------------- | ---------- | ----- |
| Да                                  | 13 334 607 | 85,85 |
| Нет                                 | 2 198 715  | 14,15 |
| Недействительных/пустых бюллетеней  | 273 166    | –     |
| Всего                               | 15 806 488 | 100   |
| Зарегистрированных избирателей/Явка | 50 681 772 | 31,19 |
| Источник: Ministry of the Interior  |            |       |